# An Old Woman’s Tale
An Old Woman’s Tale, deutsch Erzählung einer alten Frau, ist der Titel einer erstmals 1830 erschienenen Kurzgeschichte des amerikanischen Schriftstellers Nathaniel Hawthorne. Sie handelt von einem jungen Liebespaar, das Zeuge einer Geisterprozession wird. Eingebettet ist diese äußerliche, märchenhafte Handlung in eine Rahmenerzählung über eine alte Frau, von der der Erzähler diese Geschichte erfahren haben will. Die Erzählung einer alten Frau ist die erste gerahmte Kurzgeschichte Hawthornes und für die Literaturgeschichte insbesondere als eine seiner frühesten Übungen in romantischer Ironie von Interesse.

## Inhalt
Der Erzähler berichtet, dass er von den folgenden Begebenheiten aus dem Mund einer alten Frau erfahren habe, die in seiner Kindheit stets vor dem Herdfeuer seines Geburtshauses saß, strickte und von morgens bis abends Geschichten über ihr Heimatdorf im Connecticut-Tal erzählte, die sich „selten genug innerhalb der Grenzen der Wahrscheinlichkeit bewegten“.
Alle Bewohner dieses Dorfes fielen, so versichert die alte Frau, in bestimmten Abständen – alle 25, 50 oder 100 Jahre – gleichzeitig in einen tiefen, einstündigen Schlaf. „In einer mondhellen Sommernacht“ saß an einer Quelle nahe dem Dorfe einst ein junges Liebespaar: David und Esther, entfernte Verwandte, Sprösslinge einer früher reichen, doch nun verarmten Familie. Sie hatten eine Zeitlang nicht geredet, der Wind flaute ab, alles schien „so still und reglos, als schicke sich die Natur selbst zum Schlafen an,“ und auch sie selbst schliefen „vielleicht“ miteinander ein. Da erschien unerwartet eine Menschenmenge auf der Dorfstraße, doch „wo zum Teufel“ sie plötzlich herkam, ließ sich nicht ausmachen. Es waren Männer, Frauen und Kinder darunter, ein Jäger, ein Müller, ein Prediger, auch ein Friedensrichter, allesamt merkwürdig altmodisch gekleidet, und sie alle gähnten und streckten sich die Glieder, „als wären sie aus tiefem Schlummer erst halb erwacht.“ Die Menge teilte sich bald in kleinere Gruppen, Familien, so schien es, auf und begutachtete das Dorf. Wo immer ein altes Haus gut erhalten war, war den Betrachtern eine gewisse Freude anzusehen, vor eingestürzten Häusern hingegen sah man Männer „in sprachloser Trauer“ die Arme kreuzen. Schließlich erschien eine alte, prächtig gekleidete, aber „knickrig“ dreinschauende Frau. Mit einer Schaufel begann sie, an einem bestimmten Platz zwischen der Quelle und einem Nussbaum nach etwas zu graben, doch widersetzte sich der Rasen ihren Bemühungen wie härtester Granit; dabei sah man „das Mondlicht durch die alte Dame hindurchschimmern und in der Quelle hinter ihr tanzen.“ Nach einiger Zeit erschien schließlich ein Squire (Friedensrichter), zog eine Uhr aus seiner Weste und zeigte mahnend auf die Zeiger, woraufhin die Menschenmenge ebenso schnell davonzog, wie sie erschienen war, auch die alte Dame, die jedoch noch einmal stehenblieb und zurück nach der Quelle blickte.
David und Esther glaubten zunächst, geträumt zu haben, doch stellten sie fest, dass sie das gleiche gesehen – oder geträumt – hatten. Sie beschlossen also, selbst an der Stelle zu graben, an der sich die alte Dame vergebens abgemüht hatte. Die Geschichte endet damit, dass David den Kopf in die Grube senkt und ruft: „Oho! – Was haben wir denn da?“

## Werkzusammenhang
Die Erzählung einer alten Frau erschien erstmals am 18. Dezember 1830 in der Salem Gazette und wie alle Werke Hawthornes vor 1837 anonym.
Im Gegensatz zu The Hollow of the Three Hills, einer Erzählung, die einen Monat zuvor in der gleichen Zeitung erschien, nahm Hawthorne sie in keine seiner späteren Kurzgeschichtensammlungen auf. Uneinigkeit herrscht in der Frage, ob die Erzählung ursprünglich Teil einer der frühen Kurzgeschichtensammlungen war, die Hawthorne um 1830 plante, für die er aber keinen Verleger fand, so dass er seine Manuskripte schließlich vernichtete. Von Belang ist diese Frage insbesondere, da die verschiedenen Erzählungen dieser projektierten Sammlungen sicherlich in einem thematischen Zusammenhang standen und möglicherweise auch aufeinander Bezug nahmen oder in eine gemeinsame Rahmenhandlung eingebettet waren. Es ist möglich, dass die Erzählung einer alten Frau für die Sammlung Seven Tales of My Native Land vorgesehen war, für die Hawthorne gegen 1828 vergebens einen Verleger suchte; oder auch für sein Projekt Provincial Tales, das er um 1830 verfolgte, schließlich aber ebenso aufgeben musste.
Alfred Weber hält es für wahrscheinlicher, dass Hawthorne die Erzählung einer alten Frau erst 1830 schrieb, also kurz vor ihrer Veröffentlichung, da ihr Erzähler angibt, er selbst habe ihren Schauplatz „vor zwei Sommern“ besucht; Hawthorne hatte 1828 eine Reise ins Connecticut Valley unternommen. James W. Mathews glaubt, dass die Erzählung ebenso wie The Hollow of the Three Hills hinsichtlich Länge, Aufbau und Thematik auf eine Veröffentlichung in einer Zeitschrift zugeschnitten ist, also auch keinen Bezug auf eine Rahmenhandlung oder benachbarte Texte vermuten lässt. Dabei lässt er offen, ob sie von vornherein so gestaltet oder von Hawthorne nochmals redigiert wurde, um den Erwartungen und Erfordernissen des Zeitschriftenmarktes zu entsprechen.

## Deutungen

### Zur Rahmenerzählung
Nur wenige literaturwissenschaftliche Arbeiten haben sich bislang mit der Erzählung einer alten Frau befasst. An der eigentlichen, äußerlichen Handlung der Binnenerzählung haben die Interpreten kaum Interesse gezeigt, wohl weil sie kaum eines der finsteren, typisch „hawthornesquen“ Themen – Sünde, Schuld, Sühne, Verzweiflung und Isolation – berührt. Im Falle dieser Erzählung richtet sich das kritische Interesse vielmehr auf ihre metafiktionalen Aspekte, die teils explizit durch den Erzähler angesprochen werden, sich aber auch implizit aus ihrem Aufbau als gerahmte Erzählung mit mehreren, sich teils überlagernden Erzählinstanzen ergeben. Die Erzählung einer alten Frau kann so als frühes Zeugnis von Hawthornes Fiktionsverständnis gedeutet werden, das er in späteren Jahren insbesondere in den berühmten Vorreden zu seinen Romanen The Scarlet Letter (1850) und The House of the Seven Gables (1851) ausarbeitete.
Alfred Weber vermutet, dass schon in den Seven Tales of My Native Land das Erzählen am heimischen Herdfeuer den Erzählrahmen für die einzelnen Geschichten darstellte und die Erzählung einer alten Frau dieses Motiv fortführt. Dahinter vermutet er einen autobiographischen Bezug. Er hält es für denkbar, dass Hawthornes Großmutter Rachel Vorbild für die alte Frau der Erzählung gestanden habe; jedenfalls seien die Erzählungen alter Leute am winterlichen Kaminfeuer ein wichtiger Bestandteil des geselligen Lebens Neuenglands gewesen. Diese Erzählung knüpft so an die mündliche Überlieferung an und betont ausdrücklich den kollektiv-volkstümlichen Ursprung der Geschichten, von denen die geschilderte Geisterprozession nur eine ist; so heißt es über die alte Frau:
| | |
| Her personal memory included the better part of a hundred years, and she had strangely jumbled her own experience and observation with those of many old people who died in her young days […] | „Ihre eigenen Erinnerungen umschlossen beinahe ein volles Jahrhundert, außerdem hatten sich die Erinnerungen vieler alter Leute, die gestorben waren, als sie noch jung war, in ihrem Gedächtnis mit den ihren unentwirrbar vermischt.“ |

Die Binnenerzählung klassifiziert Weber dementsprechend als Märchen, ordnet sie also einer einfachen, auf Mündlichkeit beruhenden Gattung zu; die ironischen Einschübe des Erzählers und die Rahmenstruktur unterstreichen hingegen den artifiziellen, literarischen Charakter der Erzählung. Weber klassifiziert sie so als Arabeske in dem Sinne, wie sie Friedrich Schlegel gegen 1800 (etwa im Gespräch über die Poesie) definierte. Deutlich wird der spielerische Umgang mit übernatürlichen, volkstümlich-märchenhaften Elementen in der leicht spöttischen Beschreibung des „zahnlosen alten Weibs“ der Rahmenerzählung:
| | |
| Her ground-plots, seldom within the widest scope of probability, were filled up with homely and natural incidents, the gradual accretions of a long course of years, and fiction hid its grotesque extravagance in this garb of truth, like the Devil (an appropriate simile, for the old woman supplies it) disguising himself, cloven-foot and all, in mortal attire. | „Das Handlungsgerüst ihrer Erzählungen, die sich selten genug innerhalb der weitesten Grenzen der Wahrscheinlichkeit bewegten, wurde mit altbekannten, natürlichen Vorfällen gefüllt, die sich in langen Jahren langsam angehäuft hatten, so daß die Erfindung ihre groteske Übertriebenheit in die Tracht der Wahrheit hüllte, wie der Teufel (ein passender Vergleich, denn er wird vom alten Weib selbst geliefert), der sich samt Pferdefuß und allem Zubehör, ins Gewand eines Sterblichen kleidet.“ |

Hawthorne greift hier mit dem Teufelsglauben ein prägendes Motiv gerade der neuenglischen Volkslegende auf, wendet es aber ironisch gegen seine eigene Erzählung. In diesem Kontext lässt auch die Beschreibung der alten Frau durch den Erzähler im Einleitungssatz an traditionelle Darstellungen des Teufels denken: Sie kauerte stets vor dem Herdfeuer, „die Ellbogen auf den Knien, die Füße in der Asche“ – in vielen Legenden verbirgt der Teufel seine Hufe, wenn er sich unter Menschen begibt. Das Erzählen, der literarische Schöpfungsakt, das Verwischen der Grenzen zwischen Wahrheit und Fiktion, erscheint so vordergründig als Werk des Teufels; tatsächlich nutzt Hawthorne die puritanische Fiktionsfeindlichkeit hier aber zum Anlass für seine eigenen Übungen in romantischer Ironie und verkehrt sie so in ihr Gegenteil.
Fragen metafiktionaler Natur wirft auch das abrupte Ende – der Binnenerzählung wie der Erzählung als Ganzes – auf, die gewohnte Erzählkonventionen und Lesererwartungen offensichtlich mutwillig verletzt. Dieses Merkmal teilt sie mit anderen Frühwerken wie The Hollow of the Three Hills und The Wives of the Dead, mit denen etwa Hans-Joachim Lang die Erzählung einer alten Frau in eine Reihe Hawthornscher „Experimente mit radikaler Kürze“ stellt. Diese Experimente bilden laut Lang „eine Verlegenheit für Interpreten, die auf das Angebot des Autors, mitzudenken, ja sogar eine Rätselstruktur der Erzählung zu akzeptieren, nicht eingehen, sondern es mit einer naiveren Lesart versuchen.“ Eine solche Verlegenheit lässt sich etwa bei Michael J. Colacurcio feststellen, der das unvermittelte Ende der Erzählung dem Versagen des Autors zuschreibt, der selbst nicht mehr so recht wisse, was er als Nächstes machen soll. Im Gegensatz dazu macht G. R. Thompson gerade die Verweigerung eines Dénouements zum Mittelpunkt seiner Interpretation der experimentellen Frühwerke Hawthornes: er beschreibt sie mit dem Terminus „negative Epiphanie.“

### Zur Binnenerzählung
In der Binnenerzählung tritt der Erzähler fast vollständig in den Hintergrund, allenfalls macht er sich gelegentlich durch Einschübe wie „vielleicht“ bemerkbar, sonst ist sie – abgesehen von ihrem abrupten Ende – recht konventionell erzählt. Deutlich zeigt sie in Stil und Sujet den Einfluss Washington Irvings, des „Erfinders“ der amerikanischen Kurzgeschichte, so in der detaillierten Dorfschilderung, dem Motiv der Schatzsuche und insbesondere in dem der gespenstischen Wiederkehr der Ahnen; so begegnet der Protagonist von Irvings Erzählung Rip Van Winkle (1819) im Tal des Hudson River den Geistern von Henry Hudson und seiner Mannschaft, der dort alle zwanzig Jahre erscheine, um den Fortschritt des nach ihm benannten Tals in Augenschein zu nehmen.
Colacurcio, der in seiner umfangreichen Monographie zu Hawthornes Frühwerken insbesondere an Zusammenhängen mit tatsächlichen Ereignissen und Entwicklungen in der Geschichte Neuenglands interessiert ist, zeigt sich von der Erzählung einer alten Frau enttäuscht, da sie trotz der in ihr geschilderten ominösen Wiederkehr der puritanischen Vorväter kaum einen konkreten Geschichtsbezug erkennen lasse. Nichts in der Geschichte lasse erahnen, dass David und Esther am Ende auf eine sprichwörtliche „Leiche im Keller“ stoßen oder einem wie auch immer gearteten „Verbrechen“ ihrer puritanischen Vorfahren auf die Spur kommen. Hans-Joachim Lang wie Thompson kritisieren an dieser Deutung, dass sie mehr über Colacurcios Erwartungshaltung als über die Geschichte selbst aussage. Tatsächlich sind sich alle anderen Interpreten einig darüber, was David und Esther am Ende der Geschichte finden – einen Schatz. Hawthorne gibt dem Leser, wie Lang zeigt, mehrere deutliche Hinweise zur Lösung des Rätsels „Oho! – Was haben wir denn da?“ Eingangs heißt es, dass David so arm war, dass er „nicht einmal die Hochzeitsgebühr zahlen konnte, falls Esther ihn doch noch heiraten wollte“; die alte Dame wird deutlich als reich, aber geizig und misstrauisch charakterisiert. Schließlich interessieren sich die Geister der puritanischen Ahnen bei ihrem Ortstermin vor allem für den Fortbestand ihrer eigenen Häuser und somit ihrer Familien, also um ihre Nachkommen; vor verfallenen Häusern hingegen drücken sie Trauer und Schmerz aus, und „die kleinen Kinder rutschten auf den Knien weg von diesem offenen Grab der häuslichen Liebe.“ Kurzum ist des Rätsels Lösung, dass David und Esther mit dem gefundenen Schatz bald reich werden, heiraten und die Familienlinie fortführen werden.

### Zum Traummotiv
Ein wichtiger Aspekt der Erzählung, der Rahmen- wie Binnerzählung gleichermaßen betrifft und weiter kompliziert, ist das dominierende Thema des Traumes, mit dem Hawthorne gegen 1830 in Texten wie The Wives of the Dead experimentierte. In dieser Hinsicht hat die Erzählung einer alten Frau auch in The Hollow of the Three Hills ein Gegenstück; während in diesem Frühwerk eine „alte Vettel“ Erscheinungen heraufbeschwört, die ausschließlich über das Hörbare, also akustisch beschrieben werden, sind die Gespenster der vorliegenden Erzählung stumm und sprachlos, werden also ausschließlich visuell vermittelt. In all diesen „Traumgeschichten“ bleibt letztlich offen, ob sich das Geschilderte – innerhalb der Prämissen der Fiktion – tatsächlich oder nur im Traum ereignet. Vorbild steht Shakespeares Sommernachtstraum – auch Hawthornes Binnerzählung spielt „In einer mondhellen Sommernacht,“ und ob Esther und David wachen oder träumen, lässt Hawthornes Erzähler offen:
| | |
| Perhaps they fell asleep together, and, united as their spirits were by close and tender sympathies, the same strange dream might have wrapped them in its shadowy arms. But they conceived, at the time, that they still remained wakeful by the spring of bubbling water, looking down through the village […] | „Vielleicht schliefen sie miteinander ein, und vielleicht, da ihre Seelen durch ein zartes und enges Band miteinander vereint waren, nahm auch der gleiche seltsame Traum sie beide in seinen schattigen Arm. Sie aber vermeinten jedenfalls, wachend neben dem murmelnden Quell zu sitzen und auf das Dorf hinunterzublicken […]“ |

Gegen Ende der Geschichte glauben die beiden, die sich hier noch wach wähnen, dass sie aus einem Traum erwacht seien. Darauf, dass die beiden eingeschlafen waren, mag auch der gespenstische Squire (Friedensrichter) deuten, der am Ende der Geisterprozession mahnend auf die Zeiger seiner riesigen Uhr zeigt, die also einen Wecker darstellen mag; doch steht dieser einfachen Lösung entgegen, dass die beiden denselben Traum träumten. Rita K. Gollin, die sich in ihrer Monographie in psychoanalytisch geprägter Traumdeutung ergeht, ist an dieser Stelle mit ihrem Latein am Ende: Der Vorstellung eines gemeinsamen Traums mangele es an „psychologischer Wahrscheinlichkeit.“ Demgegenüber gibt G. R. Thompson zu bedenken, dass Hawthorne nicht an einer wahrheitsnahen Wiedergabe eines bestimmten Traums gelegen sei – Esther und David seien vielmehr selbst nur Figuren eines Traums, dessen Ende, also das Erwachen, das abrupte Ende der Erzählung selbst markiert. Der Erzähler der Rahmenerzählung selbst bringt das Geschichtenerzählen mit Schlafen und Träumen in Zusammenhang, als er die Legende vom Zauberschlaf kommentiert:
| | |
| To speak emphatically, there was a soporific influence throughout the village, stronger than if every mother’s son and daughter were reading a dull story; notwithstanding which the old woman professed to hold the substance of the ensuing account from one of those principally concerned in it. | „Um mich empathisch auszudrücken: über das ganze Dorf legte sich eine einschläfernde Atmosphäre, die stärker wirkte, als würde jeder Mutter Sohn und jeder Mutter Tochter eine langweilige Geschichte lesen; nichtsdestoweniger behauptete das alte Weib, den Inhalt der folgenden Geschichte von Leuten zu haben, und zwar an vorderster Stelle, eine Rolle darin gespielt hatten.“ |

Weitergesponnen wird dieses Motiv noch durch den Umstand, dass die Geister selbst bei ihrem Erscheinen aus einem tiefen Schlaf erwacht scheinen; sie sind mithin Figuren in einem Traum in einem Traum in einem Traum, oder Figuren eines Traum, der auf einen anderen Traum folgt – alle Erzählebenen verflüchtigten sich schließlich in einem infiniten Regress.

### Ausgaben
Die Standardausgabe der Werke Hawthornes ist bis heute The Centenary Edition of the Works of Nathaniel Hawthorne, herausgegeben von der Ohio State University Press (Columbus, Ohio 1963ff.). An Old Woman’s Tale findet sich in Band XI (The Snow-Image and Uncollected Tales, 1974). Einige der zahlreichen Sammelbände mit Hawthornes Kurzgeschichten enthalten An Old Woman’s Tale, verlässlich ist etwa
- Nathaniel Hawthorne, Roy Harvey Pearce (Hrsg.): Tales and Sketches. Library of America, New York 1982, ISBN 978-0-940450-03-5.

Es liegen zwei Übersetzungen ins Deutsche vor:
- Erzählung einer alten Frau. Deutsch von Hannelore Neves.
  - in: Nathaniel Hawthorne: Die himmlische Eisenbahn. Erzählungen, Skizzen, Vorworte, Rezensionen. Mit einem Nachwort und Anmerkungen von Hans-Joachim Lang. Winkler, München 1977, ISBN 3-538-06068-1.
  - in: Nathaniel Hawthorne: Des Pfarrers schwarzer Schleier: Unheimliche Geschichten. Winkler, München 1985, ISBN 3-538-06584-5.
- Die Erzählung einer alten Frau. Deutsch von Lore Krüger. In: Nathaniel Hawthorne: Mr. Higginbothams Verhängnis. Ausgewählte Erzählungen. Hrsg. von Heinz Förster. Insel-Verlag, Leipzig 1979.

### Sekundärliteratur
- Michael J. Colacurcio: The Province of Piety: Moral History in Hawthorne’s Early Tales. Duke University Press, Durham NC 1984, ISBN 0-8223-1572-6.
- Rita K. Gollin: Nathaniel Hawthorne and the Truth of Dreams. Louisiana State University Press, Baton Rouge 1979, ISBN 0-8071-0467-1.
- Hans-Joachim Lang: Poeten und Pointen. Zur amerikanischen Erzählung des 19. Jahrhunderts (= Erlanger Studien. Band 63). Palm & Enke, Erlangen 1985, ISBN 3-7896-0163-2.
- G. R. Thompson: The Art of Authorial Presence: Hawthorne’s Provincial Tales. Duke University Press, Durham, N.C. 1993, ISBN 0-8223-1321-9.
- Alfred Weber: Die Entwicklung der Rahmenerzählungen Nathaniel Hawthornes. Erich Schmidt Verlag, Berlin 1973, ISBN 3-503-00714-8.